# Roy van den Berg
Roy van den Berg (Kampen, 8 september 1988) is een Nederlandse baanwielrenner en BMX'er.

## Biografie
Van den Berg behaalde in 2008 de Nederlandse titel BMX. In 2009 werd hij Europees kampioen BMX. Vanaf dat jaar ging van den Berg zich ook richten op de sprintnummers van het baanwielrennen.
Van den Berg behaalde in 2010 de Nederlandse titel op zowel de keirin als op de sprint. Tijdens het wereldkampioenschap baanwielrennen van 2010 behaalde hij samen met Teun Mulder en Yondi Schmidt de 8e plaats op de teamsprint.
Bij de wereldkampioenschap baanwielrennen van 2011 in Apeldoorn werd hij samen met Teun Mulder en Hugo Haak zevende op de teamsprint.
Vanaf augustus 2017 maakt Roy van den Berg onderdeel uit van BEAT Cycling Club. Hier vormt hij een team samen met Theo Bos en Matthijs Büchli. Dit team wordt gecoacht door Tim Veldt.
Op het Wereldkampioenschap baanwielrennen 2019 in Pruszków pakte Van den Berg een gouden medaille op het onderdeel teamsprint. Dit deed hij in de finale als startrijder samen met Harrie Lavreysen en Jeffrey Hoogland. Daarnaast zat ook Matthijs Büchli in deze gouden ploeg.
In 2020 won Van den Berg samen met Jeffrey Hoogland, Harrie Lavreysen en Matthijs Büchli de teamsprint op het WK, in de eerste ronde  reden ze met een tijd van 41,275 een nieuw wereldrecord in de finale wisten ze deze tijd te verbeteren met een tijd van 41,225.
In 2021 won Van den Berg samen met Jeffrey Hoogland, Harrie Lavreysen en Matthijs Büchli de teamsprint op de Olympische Spelen in Tokio. In de kwalificatieronde reden ze met een tijd van 42,134 een nieuw olympisch record. In de finale wisten ze deze tijd te verbeteren tot een tijd van 41,369. Het jaar daarop verloren de teamsprinters de WK-finale nipt van de ploeg van Australië, maar op het WK 2023 wisten Van den Berg, Hoogland en Lavreysen de wereldtitel te heroveren met een voorsprong van 0,035 seconde op de Australiërs.
Op de Olympische Zomerspelen 2024 in Parijs reed hij samen met Harrie Lavreysen en Jeffrey Hoogland de teamsprint. Met een tijd van 41,191 seconden vestigden ze in de kwalificatieronde een nieuw wereldrecord. In de finale om goud of zilver wonnen ze van Groot-Brittannië met opnieuw een wereldrecord: 40,949 seconden. Hun gemiddelde snelheid was bijna 66 kilometer per uur. Zij lieten de Britse ploeg maar liefst 0,865 seconde achter en prolongeerden hun olympische titel.
Van den Berg won in oktober 2024, op het WK in Ballerup zijn vijfde wereldtitel op de teamsprint. Jeffrey Hoogland, Harrie Lavreysen en hij wonnen de finale tegen Australië met overmacht.

## Palmares

### Baanwielrennen
2010
- 8e Wereldkampioenschap teamsprint (met Teun Mulder en Yondi Schmidt)
- Nederlands kampioenschap keirin
- Nederlands kampioenschap sprint

2011
- 7e Wereldkampioenschap teamsprint (met Teun Mulder en Hugo Haak)
- Europees kampioenschap teamsprint (met Teun Mulder en Hugo Haak)
- Nederlands kampioenschap keirin

2016
- Europees Kampioenschap Individuele Sprint Saint Quentin - Frankrijk

2017
- Europees Kampioenschap Teamsprint (Met Jeffrey Hoogland, Harrie Lavreysen en Matthijs Büchli)
- Nederlands kampioenschap Teamsprint (Met Matthijs Büchli en Theo Bos)

2018
- WC Minsk Teamsprint (Met Matthijs Büchli en Theo Bos)
- WC Saint Quentin-en-Yvelines Teamsprint (Met Jeffrey Hoogland en Sam Ligtlee)
- Europees Kampioenschap Teamsprint (Met Jeffrey Hoogland, Harrie Lavreysen en Nils van 't Hoenderdaal)
- Nederlands kampioenschap Teamsprint (Met Matthijs Büchli en Theo Bos)
- Nederlands kampioenschap  1km tijdrit

2019
- Wereldkampioenschap baanwielrennen (Met Jeffrey Hoogland, Harrie Lavreysen en Matthijs Büchli)
- Europese Spelen, teamsprint (Met Jeffrey Hoogland en Harrie Lavreysen)
- Europees Kampioenschap Teamsprint (Met Jeffrey Hoogland, Harrie Lavreysen en Matthijs Büchli)

2020
- Wereldkampioenschap baanwielrennen (Met Jeffrey Hoogland, Harrie Lavreysen en Matthijs Büchli)

### BMX
2008
- Nederlands kampioenschap
- Winnaar Topcompetitie

2009
- Europees kampioenschap (individueel)

2000: Gané, Tournant, Rousseau ·
2004: Wolff, Nimke, Fiedler ·
2008: Staff, Kenny, Hoy ·
2012: Kenny, Hoy, Hindes ·
2016: Hindes, Kenny, Skinner ·
2020: Van den Berg, Büchli, Lavreysen, Hoogland
2024: Van den Berg, Lavreysen, Hoogland